# Dynamos FC
Dynamos FC este un club profesionist din surbubia Mbare, aparținând orașului Harare, care este și capitala statului Zimbabwe. Echipa participă în prezent în prima ligă numită Premier Soccer League, primul eșalon fotbalistic din Zimbabwe.

## Istoria clubului
Clubul a fost fondat în 1963 de Sam Dauya. Intenția sa a fost să-și înființeze propriul club pentru populația de culoare din Rhodesia, după ce în 1962 s-a născut un club exclusiv pentru populația albă. Dauya a luat jucători de culoare de la două cluburi dispărute Salisbury City și Salisbury United. Clubul a fost numit în trecut St. Paul's FC.
În acest scop, Dauya a pregătit o emblemă și a scris o constituție a clubului. Foștii jucători ai lui City și United au fost aduși de Dauya la Dynamos, o echipă combinată, care în primul său an de existență, a câștigat campionatul național înaintea celor de la Salisbury Callies, echipă dominată de albi. Un jucător cheie al echipei originale Dynamos a fost Patrick Dzvene, care a devenit primul Rhodesian de culoare care a jucat în afara patriei sale în 1964, când s-a alăturat clubului zambian Ndola United. Cunoscut drept „Amato the Devil” sau „magicianul de la mijlocul terenului”, a fost ulterior vizat de două cluburi engleze, Arsenal Londra și Aston Villa, cu toate acestea, Ndola a refuzat să-l vândă.
Dynamos a devenit rapid una dintre cele mai puternice echipe din liga Rhodesian, iar prin obținerea independenței Zimbabwei în 1980, a devenit cea mai de succes echipă de fotbal a țării, după ce a câștigat șase campionate naționale. Dynamos și-a trecut în palmares 22 de campionate câștigate - un record național, și 16 cupe naționale.
Clubul a participat de 17 ori în Liga Campionilor CAF, cea mai mare realizare în această competiție a fost finala din 1998, pierdută în fața echipei ivoriene Mimosas cu scorul la general 4 - 2, în tur, în Zimbabwe a fost egal 0 - 0, iar în retur, în Coasta de Fildeș, scorul s-a terminat 4 - 2. Dynamos a mai jucat o semifinală în 2008, aceasta a fost considerată cea mai bună echipă în Liga Campionilor din istoria lor. Clubul nu a participat pentru Liga Campionilor din 2015 din cauza lipsei de sponsorizare. O mare parte din acest succes a fost obținut atunci când mult admiratul Patson Moyo a fost președintele clubului de fotbal.
Din punct de vedere istoric, Dynamos a fost considerată una dintre marile echipe africane. Aceștia sunt numiți Glamour Boys datorită stilului lor de joc, făcând pase în jurul întregului teren, numit„fotbal de covor”. Se mai numesc și DeMbare, făcând aluzie la locul de origine. Doi dintre principalii lor rivali sunt CAPS United din Harare și Highlanders din Bulawayo, cu această ultima dispută clasicul acelei țări.

## Palmares
| Național         | Competiții            | Cea mai bună clasare | Sezoane |
| ---------------- | --------------------- | -------------------- | --- |
| Național         | Premier Soccer League | Campioni             | 1963, 1965, 1966, 1970, 1976, 1978, 1980, 1981, 1982, 1983, 1985, 1986, 1989, 1991, 1994, 1995, 1997, 2007, 2011, 2012, 2013, 2014 |
| Național         | Premier Soccer League | Locul :              | 1987, 1988, 1996, 1999, 2008, 2009, 2010, 2015                                                                                     |
| Național         | Cupa                  | Campioni             | 1976, 1985, 1986, 1988, 1989, 1996, 2003, 2007, 2011, 2012                                                                         |
| Național         | Cupa                  | Finalistă :          | 1968, 1997 |
| Național         | Cupa Ligii            | Campioni             | 1995, 2000 |
| Național         | Cupa Ligii            | Finalistă :          | 1997, 2001 |
| Național         | Spercupa              | Campioni             | 2002, 2008, 2010, 2012 |
| Național         | Spercupa              | Finalistă :          | 2001, 2009 |
| CAF              |                       |                      | |
| Liga Campionilor | Finalistă             | 1998                 | |
| Liga Campionilor | Semifinale            | 2008                 | |

## Performanță în competițiile CAF
Cluburile din Rhodesia au fost excluse de la competițiile continentale africane, deoarece Asociația de Fotbal din Rhodesia nu era membră a CAF. Proaspăt redenumită Asociația de Fotbal din Zimbabwe a fost admisă la CAF după independența Zimbabwei în 1980, permițând cluburilor membre să participe la competiții continentale începând din sezonul 1981.
- Liga Campionilor CAF : 17 prezențe

| 1981 : Sferturi de finală 1982 : Runda a doua 1983 : Runda a doua 1984 : Sferturi de finală 1986 : Runda a doua | 1987 : Sferturi de finală 1990 : Runda a doua 1995 : Sferturi de finală 1996 : Runda a doua | 1998 : Finalistă 1999 : Faza grupelor 2008 : Semifinale 2010 : Faza grupelor | 2011 : Prima rundă 2012 : Runda a doua 2013 : Prima rundă 2014 : Prima rundă |

| - Cupa Cupelor CAF : 3 prezențe 1989 : Prima rundă 1998 : Sferturi de finală 2001 : Runda a doua | - Cupa Confederațiilor CAF : 2 prezențe 2004 : Prima rundă 2012 : Runda play-off |